# فرودگاه اوبناس
فرودگاه اوبناس (به انگلیسی: Aubenas Aerodrome) (به زبان بومی: Aérodrome d'Aubenas) یک فرودگاه همگانی با کد یاتا OBS است که یک باند فرود سنگفرش دارد و طول باند آن ۱۴۲۵ متر است. این فرودگاه در کشور فرانسه قرار دارد .